# 井邑サービスエリア
井邑サービスエリア（チョンウプサービスエリア）は全北特別自治道井邑市の湖南高速道路上にあるサービスエリア。

## 道路
- 湖南高速道路

## 施設

### 天安方面
- 食堂
- コンビニエンスストア
- コーヒー専門店
- ガソリンスタンド（SKコーポレーション）（LPG充填所併設）
- 駐車場（大型40台、小型128台）

### 順天方面
- 食堂
- ガソリンスタンド（GSカルテックス製油）（LPG充填所併設）
- 駐車場（大型25台、小型78台）

## 住所
- 順天方面休憩所 - 井邑市北面ジョンシン路 135-61（南山里 山19-1）
- 天安方面休憩所 - 井邑市北面下北1キル 227-17 (南山里 550-14)

## 隣
井邑IC - 井邑SA - 泰仁IC